# Línea 300B (RTP)
La línea 300B del RTP de la Ciudad de México une la zona de Coapa con su terminal en Paseo Acoxpa a la zona de Santa Fe. El tipo de servicio de la línea es de Expreso VIP y utiliza en la mayor parte de su ruta la Autopista Urbana Sur y la Supervia Poniente, por lo que el tiempo de traslado es muy similar al que se hace en automóvil, su costo es de $20 por pasajero.

## Recorrido y paradas
Las paradas de la línea son:
| Paradas en sentido Acoxpa a Santa Fe:                                                  |
| - Acoxpa - Tec. De Monterrey - Samara - Juan O’Gorman - Juan Salvador Agraz - Santa Fe |

| Paradas en sentido Santa Fe a Acoxpa :                                                 |
| - Santa Fe - Juan Salvador Agraz - Juan O’Gorman - Samara - Tec. De Monterrey - Acoxpa |